# Kolumna Hartunga

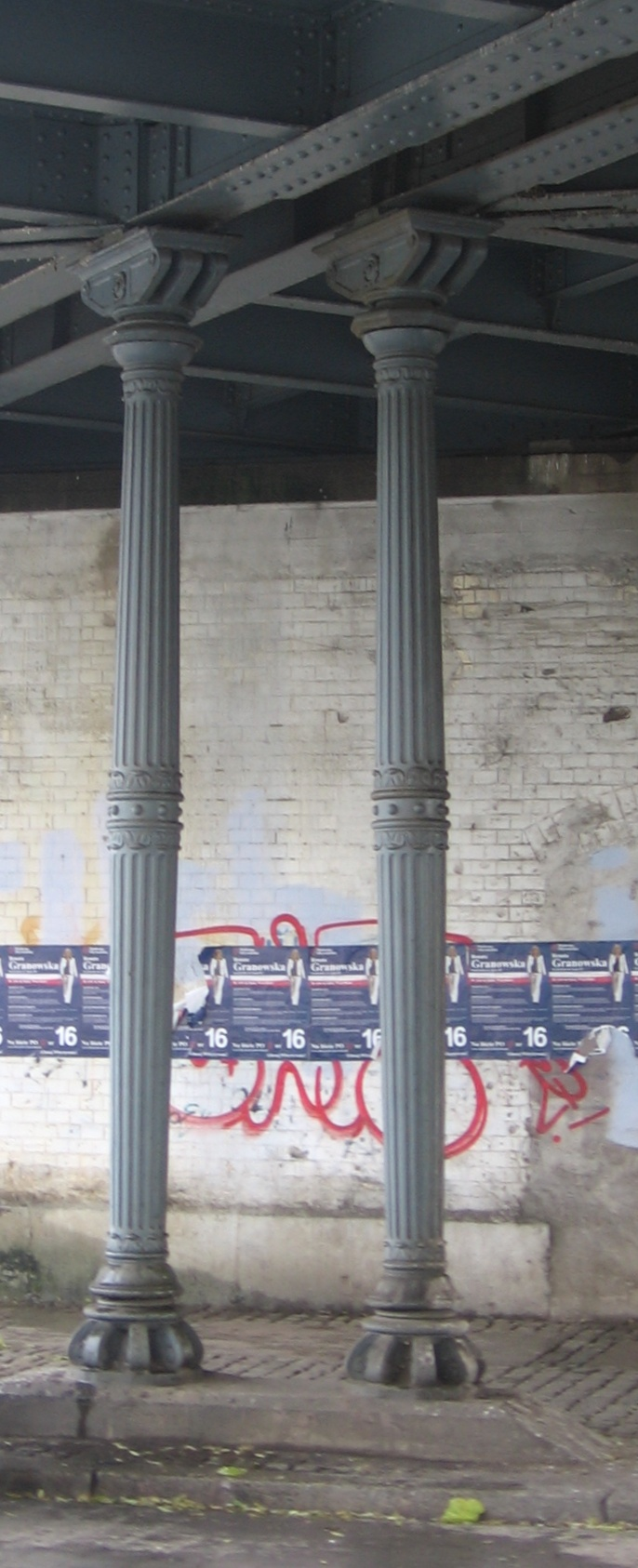
słupy wrocławskiego typu zbliżonego do kolumny Hartunga podpierające do r. 2009 jeden z wiaduktów kolejowych we Wrocławiu

Kolumna Hartunga (albo słup Hartunga; w fachowej literaturze niemieckiej znany jako Hartungsche Säule, jako specyficzny podtyp Pendelstütze – "słup wahadłowy") – konstrukcja podpory stosowana jako standard szczególnie w budowlach kolejowych okolic Berlina (a zbliżone także we wiaduktach estakady kolejowej we Wrocławiu) w latach 1882–1914, nazwana tak od nazwiska twórcy jej projektu, niemieckiego architekta Hugona Hartunga. Charakterystyczną cechą kolumn Hartunga był m.in. materiał, z którego były one wykonywane (odlewy z żeliwa). Wiadukty budowane przy użyciu kolumn Hartunga projektowano w oparciu o zasady mechaniki obciążeń belek; głowice kolumn związane są z podpieranym przez nie wiaduktem połączeniem przegubowym, podobnie ich stopy takim samym połączeniem powiązane są z podłożem.

## Geneza konstrukcji
Z uwagi na stale rosnący ruch od lat 70. XIX wieku przeniesiono w Berlinie znaczną część szlaków kolejowych na estakady i nasypy, ażeby móc zlikwidować jednopoziomowe skrzyżowania torów kolejowych i ruchu miejskiego. Z tego względu konieczna była w wielu miejscach budowa wiaduktów kolejowych. Przy koniecznych długościach pomostu sięgających 26,4 m (a w wyjątkowych przypadkach i więcej) konieczne były podpory pośrednie, dzielące pomost (belka wielopodporowa ciągła) na trzy przęsła i pozwalające na zmniejszenie maksymalnego momentu gnącego. Zwykle umieszczano te słupy po obu stronach jezdni, na krawędziach chodników.
Ówcześnie wiadukty kolejowe budowano z 4-metrową wysokością w świetle oraz szerokością jezdni od sześciu do dwunastu metrów. Dopuszczalna wysokość pojazdów była jednak nieco zmniejszona do 3,80 m, aby uzyskać konieczną tolerancję dla wstrząsów pojazdu oraz warstwy śniegu lub lodu na jezdni. Zależnie od znaczenia chodnika dla ruchu pieszego, względnie klasy ulicy, projektowano możliwie obustronnie chodniki po trzy do pięciu metrów szerokości. Oś słupów wahadłowych znajdowała się zazwyczaj pomiędzy 0,50 m a 0,75 m od krawędzi jezdni. W późniejszych wiaduktach stosowano wysokość w świetle około 4,50 m (dopuszczalna wysokość pojazdu 4,00 m), aby umożliwić przejazd tramwajów elektrycznych oraz autobusów piętrowych. W przypadku starszych wiaduktów dokonywano czasem niewielkiego zwiększenia prześwitu poprzez zagłębienie poziomu jezdni.
Proste stalowe lub stalowo-żeliwne wiadukty, które zastosowano w latach 1867–1877 przy budowie Ringbahn w Berlinie zaspokajały wprawdzie potrzeby funkcjonalne, jednak nie odpowiadały ówczesnemu poczuciu estetyki. Dlatego w 1880 w związku z budową przebiegającej w pobliżu reprezentacyjnej części miasta kolei średnicowej Stadtbahn Stowarzyszenie Architektów i Inżynierów w Berlinie (Architekten- und Ingenieur-Verein zu Berlin) zorganizowało konkurs architektoniczny, w którym nagrodzono projekt Modell II profesora Hugona Hartunga. Odtąd określano wybrany typ słupa jako kolumnę Hartunga.
Ze względu na zalety konstrukcyjne, udaną estetycznie formę oraz niską cenę produkcji (269 marek za egz.) słup stał się standardowym elementem wiaduktów kolejowych w berlińskim węźle kolejowym aż do ostatnich lat przed wybuchem I wojny światowej. Sprawdzone w Berlinie rozwiązanie przyjęto później niemal bez zmian we Wrocławiu.
Słupy produkowano z żeliwa w odlewni w Tangerhütte, Saksonia-Anhalt.

## Wymogi konstrukcyjne

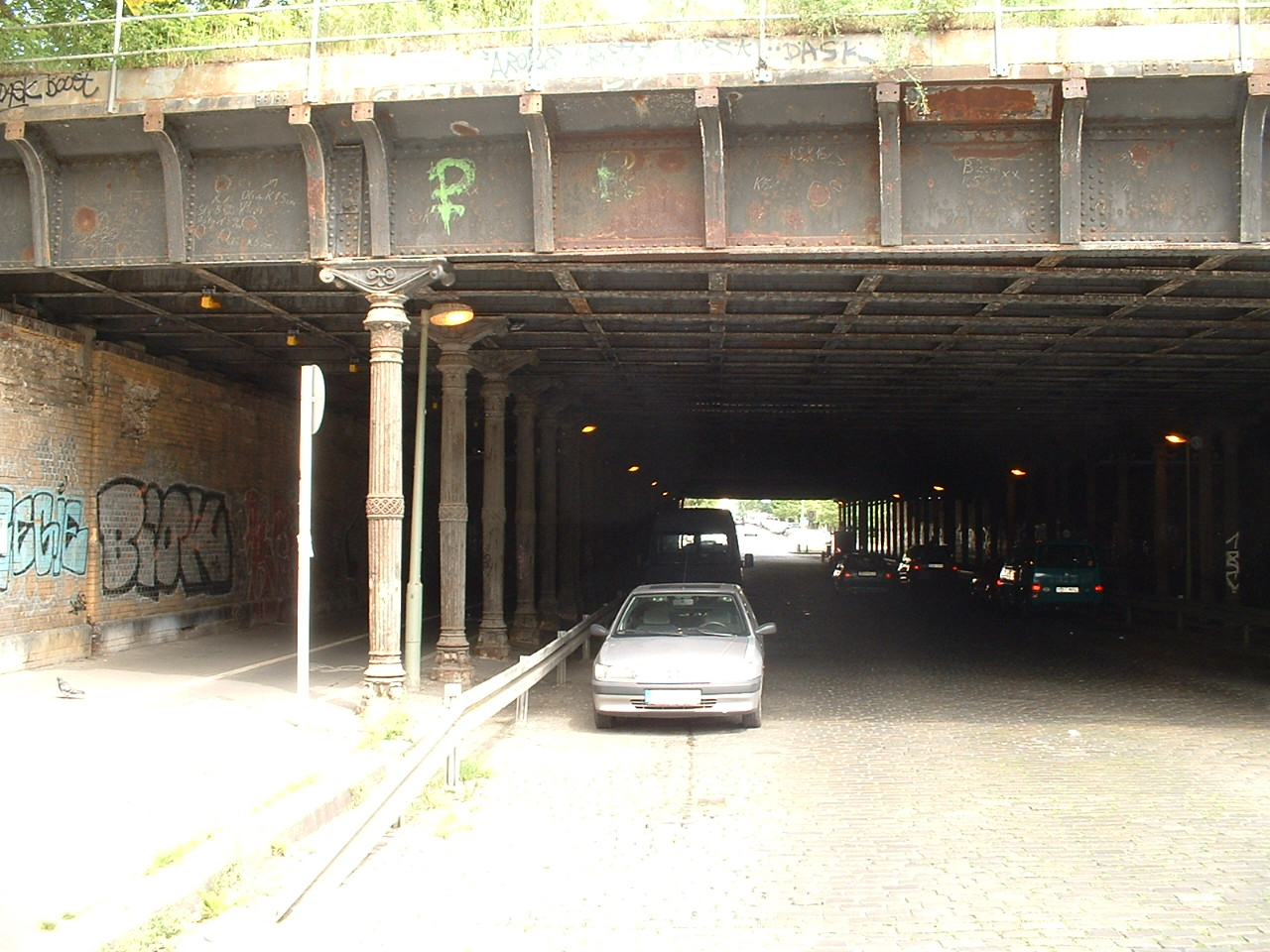
Widok wiaduktu z kolumną Hartunga w Berlinie, Gleimtunnel

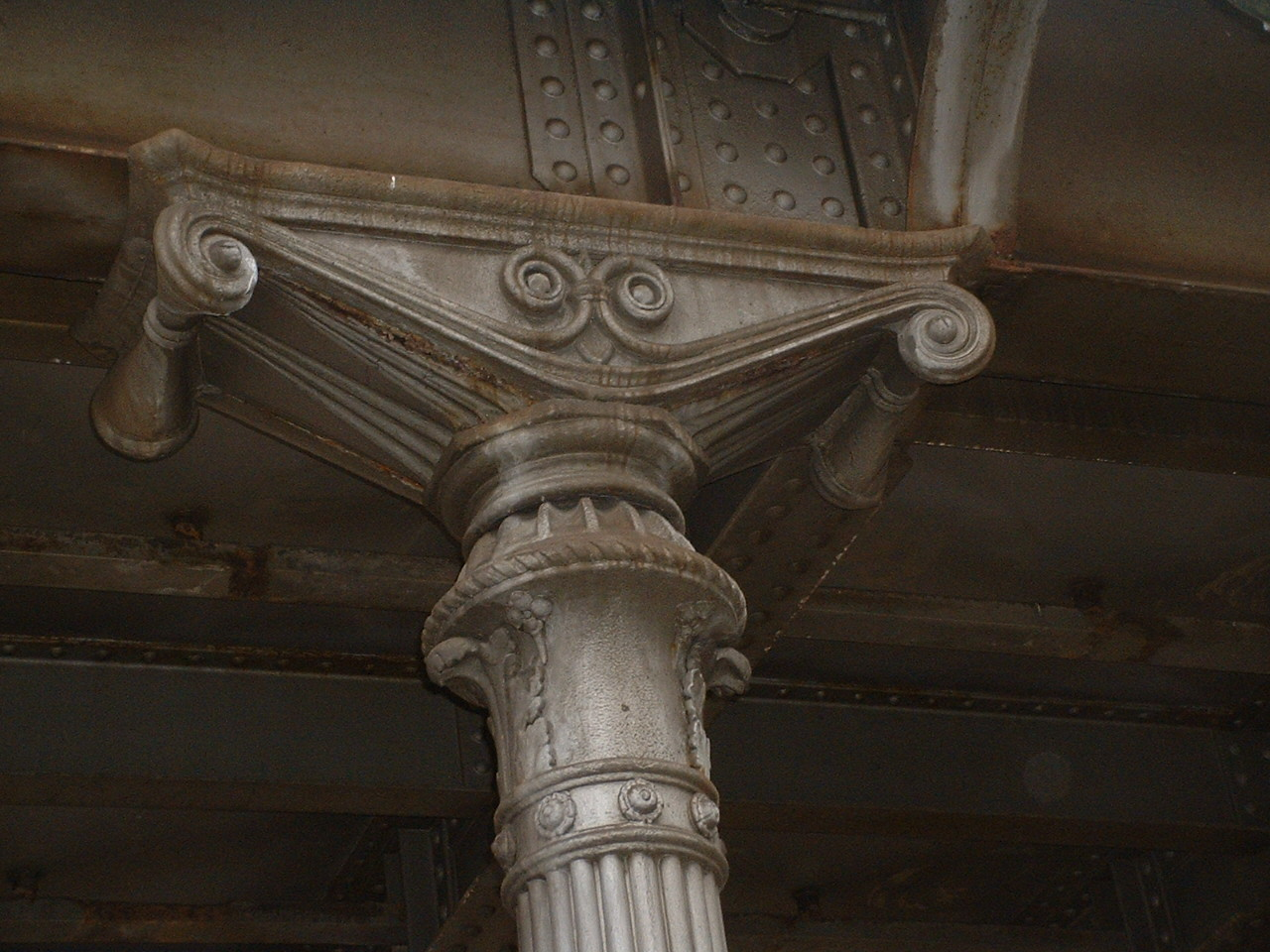
Kapitel klasycznej kolumny Hartunga z zachowanymi ozdobnymi płytami, dworzec S-Bahn Baumschulenweg

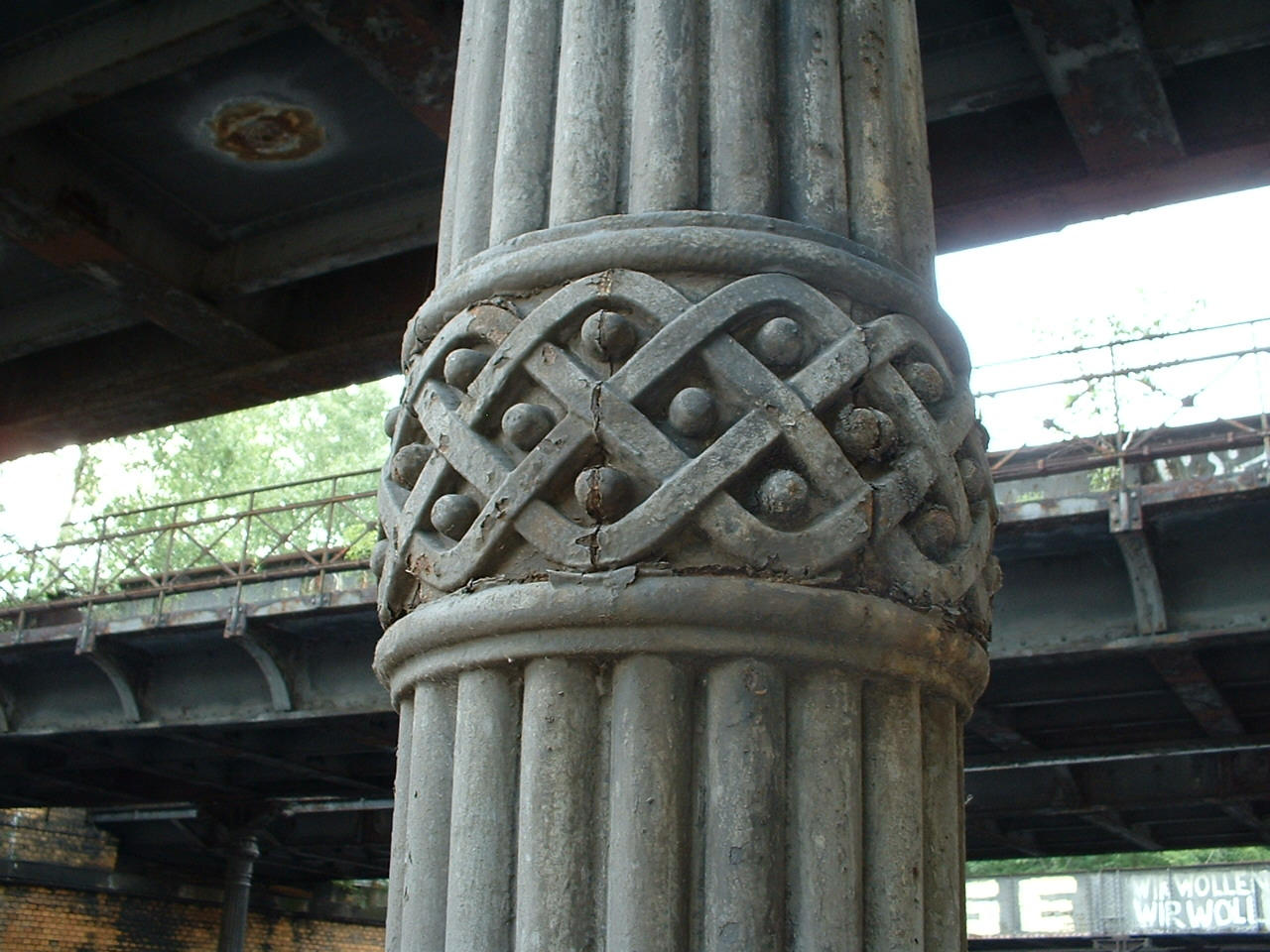
Środkowa część trzonu kolumny Hartunga z grupy wiaduktów nad Yorckstraße (Yorckbrücken)

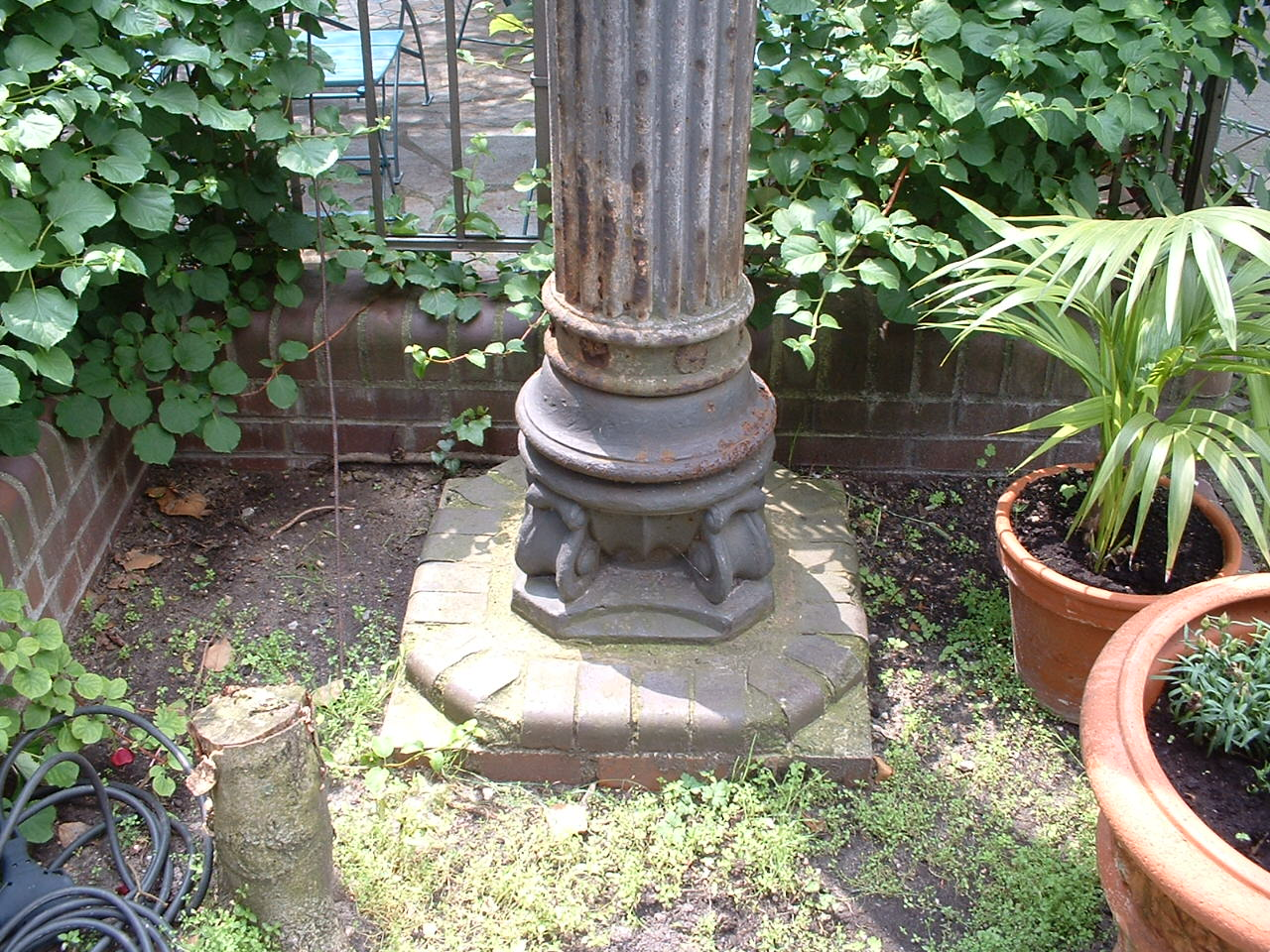
Baza kolumny Hartunga ustawionej obecnie w jednym z berlińskich ogródków piwnych

Jako podpory pośrednie stalowych wiaduktów stosowano zarówno profile stalowe, jak i żeliwne "kolumny".
Żeliwo nadawało się jako materiał na słupy, bowiem przenoszą one wyłącznie siły ściskające. Momenty zginające i obciążenia poprzeczne można wyeliminować poprzez umieszczenie łożyska zarówno w bazie jak i w głowicy słupa. Żeliwo jest ponadto tańsze w produkcji niż stal konstrukcyjna oraz mniej podatne na korozję.
Ze względu na wymogi mechaniki konstrukcji wystarczyłaby gładka powierzchnia słupa. Uzasadnione jest jedynie zgrubienie w połowie jego wysokości; takie zwiększenie przekroju podpory zwiększa jej odporność na wyboczenie w najbardziej obciążonym miejscu. Panująca w XIX w. estetyka wymagała ozdobienia słupów cytatami formalnymi z antycznych kolumn; zdobienia te wykonywano podczas odlewania słupów jako ich integralny element. Przy seryjnej produkcji słupów zdobienie oznaczało jednorazowe zwiększenie kosztów przy wykonaniu formy, nie wpływające jednak w zauważalnym stopniu na koszty jednostkowe produktu.
Obecnie słupów żeliwnych nie stosuje się w konstrukcjach wiaduktów ze względu na dużą kruchość materiału, a co za tym idzie ryzyko przełamu przy uderzeniach przez pojazdy drogowe, uszkodzeniach w czasie pożarów, a także przez zamarzającą wodę. Na przykład niektóre kolumny żeliwne zastosowane we Wrocławiu, które wskutek działań wojennych w 1945 uległy zniszczeniu, zostały zastąpione po wojnie stalowymi profilami o przekroju kwadratowym.

## Forma kolumny Hartunga
W górnej części klasycznej formy kolumny Hartunga umieszczony jest płaski kapitel ze ślimakowatymi wolutami, nawiązującymi do porządku jońskiego. Pod nim mieści się drugi kapitel korzystający z form porządku korynckiego (we Wrocławiu w bardzo uproszczonej formie z elementami pseudodoryckimi). Górny kapitel połączony jest śrubowo z pasem dolnym dźwigara wiaduktu i leży w łożysku kulowym ukształtowanym w dolnym kapitelu, stanowiącym jedność z trzonem.
Aby uzyskać lepszy efekt estetyczny wolut umieszczano w Berlinie po obu stronach górnego kapitelu ozdobne płyty, które w międzyczasie uległy w niewiadomych okolicznościach zniszczeniu lub (w Berlinie Zachodnim) zostały celowo zdemontowane. Także liście akantu w dolnym kapitelu stanowiły domontowane zdobienie i obecnie częściowo uległy zniszczeniu. We wrocławskim wariancie słupów zdobienie jest bardziej płaskie i zintegrowane z konstrukcyjną częścią kapitela.
Właściwy słup ma formę kanelowanej kolumny z entasis, tak że w połowie wysokości przekrój jest największy. Dodatkowo umieszczono w tym miejscu ornament w formie obiegającego kolumnę plecionkowego pierścienia (w Berlinie ornament plecionkowy, we Wrocławiu okuciowy). Dla dostosowania do różnych sytuacji statycznych i oczekiwanych obciążeń od 100 do 125 ton stosowane różne grubości ścian słupa. Zróżnicowane długości trzonu słupa umożliwiały wznoszenie wiaduktów o prześwicie 3,40 m, 3,66 m, 3,92 m i 4,33 m. W praktyce stosowano jednak niemal wyłącznie najdłuższe słupy, aby umożliwić przejazd tramwajów i piętrowych omnibusów.
Stopa słupa stanowi zdobioną szponami lub koncentrycznymi żebrami bazę. Również w bazie ukształtowane jest gniazdo łożyska, w którym osadzony jest zakończony kulowo trzon słupa.

## Zastosowanie kolumny Hartunga
Kolumna Hartunga została wpierw w bardzo dużych ilościach użyta przy budowie uruchomionej w roku 1882 Stadtbahn w Berlinie, dla której to sam typ słupa został zaprojektowany. W latach 1880–1882 wbudowano kolumnę Hartunga w nowo powstające wiadukty nad (obecne nazwy ulic) Holzmarktstraße, Brückenstraße, Schicklerstraße, Rosa-Luxemburg-Straße, Spandauer Straße, Neue Promenade, Reichstagsufer, Unterbaumstraße, Alexanderufer, Paulstraße, Bartningallee, Claudiusstraße, Fasanenstraße, Wilmersdorfer Straße oraz Holtzendorfstraße. Trudno obecnie z całą pewnością stwierdzić, czy znalazła również zastosowanie przy wiaduktach nad Uhlandstraße, Grolmannstraße, Knesebeckstraße, Bleibtreustraße, Schlüterstraße i Leibnitzstraße, jednak jest to biorąc pod uwagę długość i usytuowanie wiaduktów stosunkowo prawdopodobne. Wymienione w ostatnim zdaniu wiadukty zostały już w latach 20. i latach 30. XX wieku wymienione na nowe konstrukcje.
W szczególnie eksponowanym miejscach wzdłuż Stadtbahn, takich jak wiadukty nad Rathausstraße, Friedrich-List-Ufer koło Lehrter Bahnhof, Alt-Moabit, Straße des 17. Juni i Hardenbergstraße, zastosowano inne, jeszcze bardziej ozdobne słupy, m.in. kosztujący wówczas 353 marek za sztukę Modell I Hartunga.
Po ukończeniu Stadtbahn użyto kolumn Hartunga przy przebudowie i przeniesieniu na estakadę Kolei Anhalckiej (Anhalter Bahn). Dotyczyło to grupy kilkudziesięciu wiaduktów dla torów dalekobieżnych i towarowych nad Yorckstraße, tzw. Yorckbrücken (1880–1905), jak również późniejszych mostów nad Sachsendamm (1903–1905), Edenkobener Weg (1899) oraz Leonorenstraße (1898–1900).
Przy budowie Wannseebahn (kolei lokalnej w stronę jeziora Großer Wannsee i Poczdamu) użyto kolumny Hartunga tylko w wiaduktach nad Sachsendamm (1891) i Lindenthaler Allee (1904). Wiadukty nad Yorckstraße (1891) i Rubensstraße (również 1891) otrzymały inny typ słupa.
Nad nowo zbudowanymi ulicami przecinającymi południową część kolei obwodowej Ringbahn zbudowano również wiadukty oparte na kolumnach Hartunga: nad Hauptstraße/Eisackstraße przy Innsbrucker Platz oraz nad Gotenstraße (1906/1907), Naumannstraße (1902) i ulicą Am Treptower Park (1895). W północnej części kolei obwodowej zastosowano je przy poszerzeniu wiaduktu nad Wiesenstraße (1899).
Dla Kolei Północnej (Nordbahn) do Oranienburga zbudowano z użyciem kolumny Hartunga Gleimtunnel (1904–1907) oraz wiadukty nad Wollankstraße (1901/1902), Provinzstraße (1907) i Klemkestraße (1902–1907) zum Einsatz; dla Kremmener Bahn wiadukt nad Kopenhagener Straße (1904/1905). Wiadukt Kolei Północnej nad Kopenhagener Straße projektowano w 1910 jeszcze z kolumnami Hartunga, ostatecznie zastosowano słupy z żeliwa ciągliwego.
Kolej Zgorzelecka (Görlitzer Bahn) do Grünau miała wiadukty z kolumnami Hartunga nad Karpfenteichstraße (1905), Dammweg (1905), Baumschulenstraße (1905), Rixdorfer Straße (1905/1906), Köpenicker Straße (1903/1904) oraz Richterstraße (1908/1909).
We Wrocławiu zastosowano przy budowie estakady kolejowej między Dworcem Głównym a zbudowanym wcześniej nasypem oraz przy przebiciu przez ów nasyp obecnej ulicy Zaporoskiej w kilku wiaduktach zbliżony do berlińskiego typ kolumny.

## Stan obecny

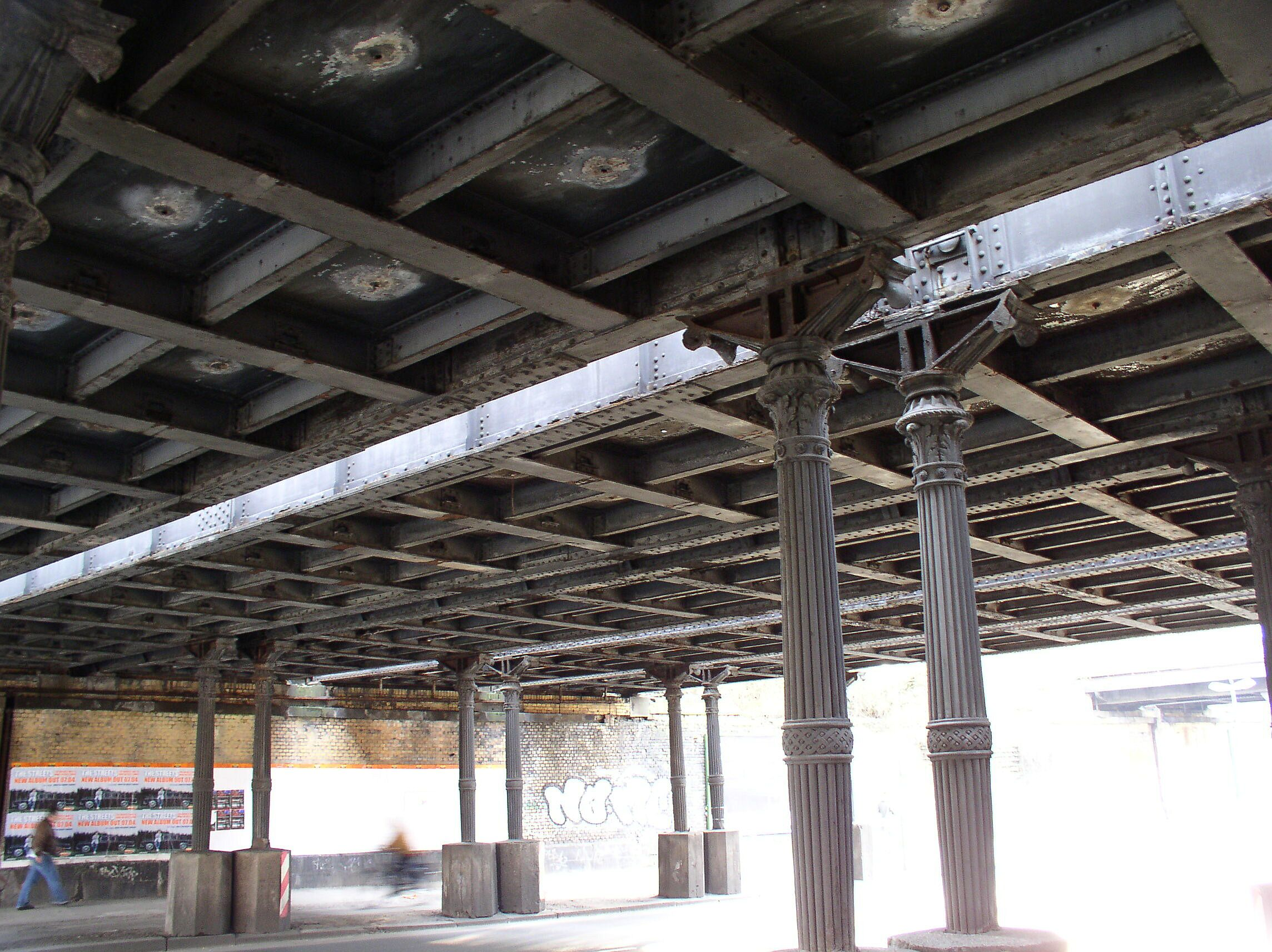
Kolumny Hartunga w berlińskich Yorckbrücken. Ozdobne płyty kapiteli zostały usunięte. Widoczne są także wykonane z betonu w czasie II wojny światowej partie cokołowe.

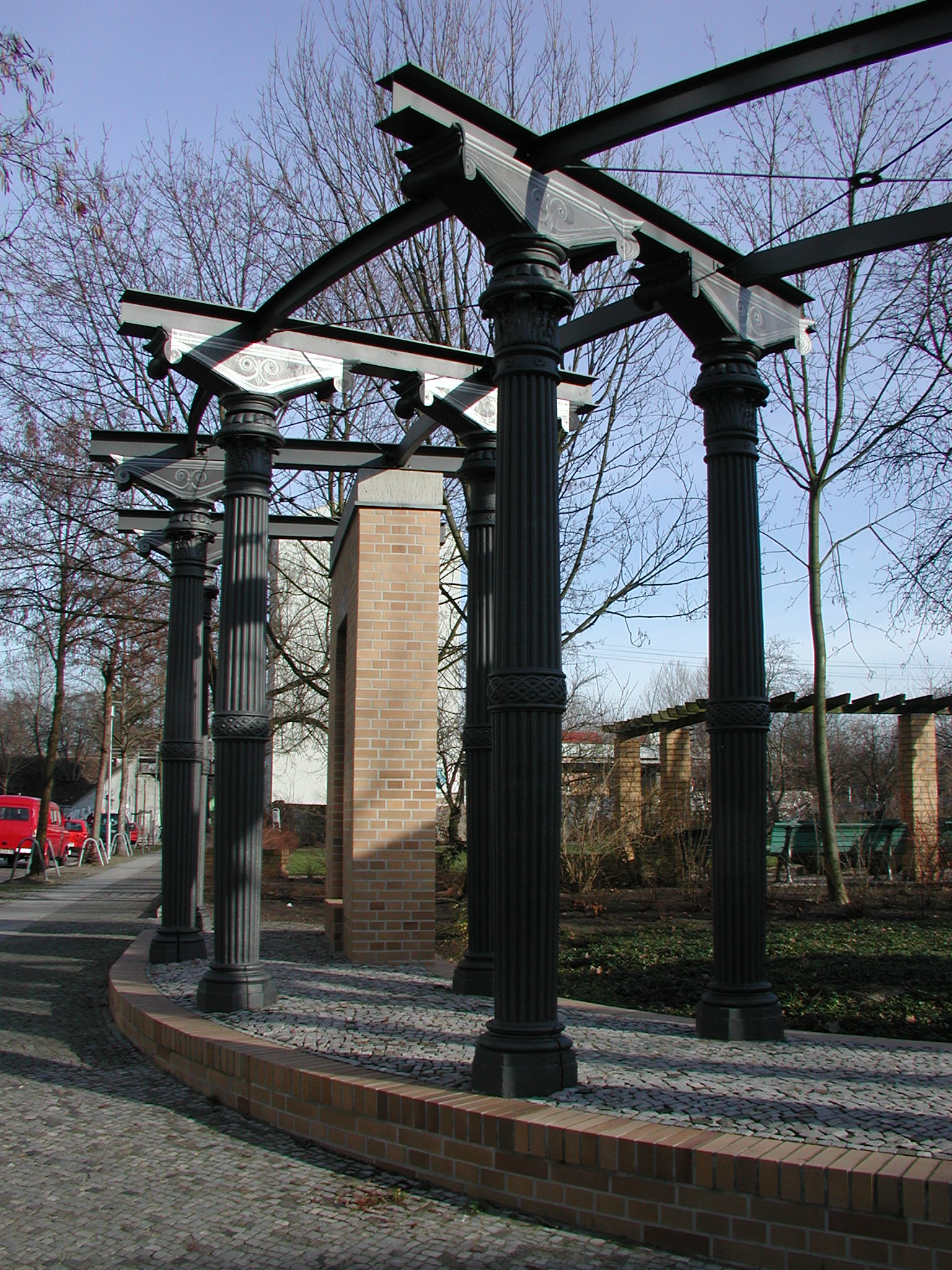
Pomnik kolumny Hartunga zbudowany z fragmentów wiaduktu nad Stadthausstraße w Berlinie

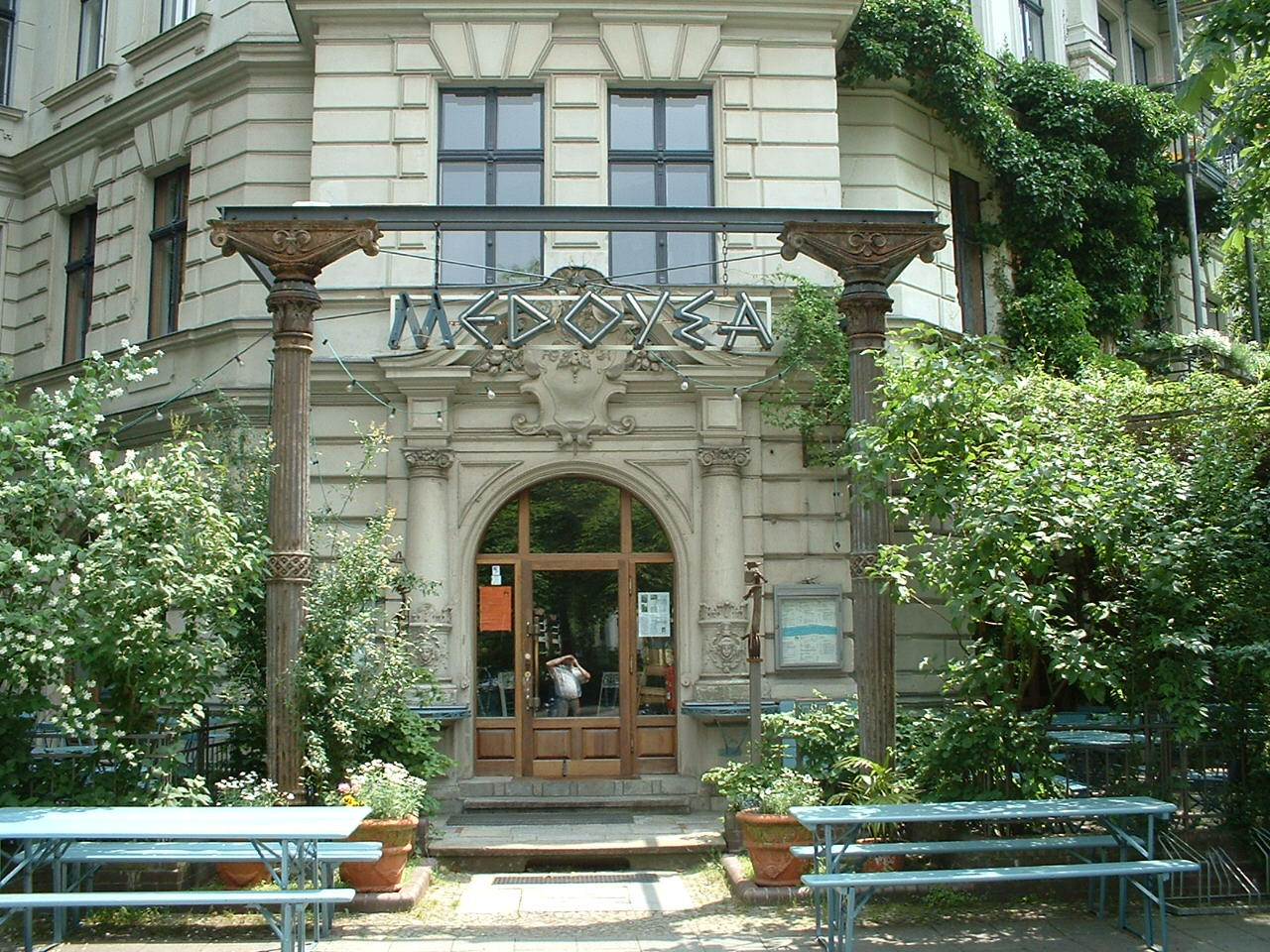
Kolumny Hartunga jako ozdoba przed wejściem do restauracji w dzielnicy Friedenau w Berlinie

### Klasyczne kolumny Hartunga w Berlinie
W Berlinie zachowało się bardzo niewiele kolumn Hartunga w oryginalnej funkcji podpór wiaduktów kolejowych. Także te słupy są jednak stopniowo usuwane w ramach modernizacji wiaduktów. Najczęściej stan żeliwnych słupów nie jest przyczyną renowacji, w przeciwieństwie do postępującej korozji stalowych pomostów oraz funkcjonalnej potrzeby poszerzenia jezdni kosztem słupów. W niektórych przypadkach wymieniono jednak kolumny Hartunga ze względu na poważne ryzyko pęknięcia na słupy ze stali walcowanej lub spawane słupy skrzynkowe. Ozdobne pokrywy kapiteli w dużej części zaginęły z biegiem lat lub były demontowane w ramach prac konserwacyjnych, aby zapobiec wypadkom.
Część słupów nad Yorckstraße, a także w innych rejonach Berlina, np. przy Holtzendorffstraße obudowano dolną część słupów w czasie II wojny światowej betonem. Miało to prawdopodobnie na celu uchronienie słupów przed wytrąceniem z łożyska, które mogłoby nastąpić wskutek gwałtownego wzrostu ciśnienia przy wybuchu bomby lub miny lotniczej w swoistym utworzonym z dziesiątek wiaduktów tunelu. Obetonowanie cokołów chroniło też słupy przed uszkodzeniem przez pojazdy.
Miejskie Przedsiębiorstwo Komunikacyjne w Berlinie (Berliner Verkehrsbetriebe), które w styczniu 1984 przejęło eksploatację S-Bahn w zachodniej części Berlina, przeprowadziło kontrolę wszystkich używanych przez tę kolej lokalną wiaduktów i wymieniło do końca lat 80. wszystkie żeliwne słupy (w tym kolumny Hartunga) na konstrukcje skrzynkowe. Wiadukty równolegle przebiegających linii towarowych i dalekobieżnych pozostawały w gestii Deutsche Reichsbahn i nie zostały przebudowane.
W ostatnich czasach zlikwidowano i zastąpiono nowymi następujące wiadukty z kolumnami Hartunga:
- Jeszcze w latach 70. wymieniono szeroki wiadukt kolei obwodowej przy Innsbrucker Platz nad Hauptstraße i Eisackstraße
- W latach 2002/2003 wymieniono w ramach renowacji Stadtbahn 13 wiaduktów nad Holtzendorffstraße (na zachód od dworca S-Bahn Charlottenburg)
- W ramach budowy dworca Südkreuz wymieniono wiadukty nad Gotenstraße i Naumannstraße
- Dalsze kolumny Hartunga usunięto po roku 2000 przy przebudowach Kolei Zgorzeleckiej, Kolei Frankfurckiej i Kolei Wschodniej

W październiku 2008 kolumny Hartunga, model II można było spotkać w następujących miejscach:
- 16 wiaduktów z 64 słupami na wjeździe do Anhalter Güterbahnhof nad Yorckstraße (wschodnia część Yorckbrücken), w większości z lat 80. XIX wieku
- 130-metrowy przejazd z dworca towarowego Kolei Północnej nad Gleimstraße, tzw. Gleimtunnel z roku 1903; w przeciwieństwie do typowych berlińskich wiaduktów, nie są to osobne dźwigary, a jednoczęściowa płyta, oparta na 80 kolumnach Hartunga. Na większości kapiteli znajdują się jeszcze oryginalne pokrywy.
- trzy wiadukty z pięcioma słupami i zachowanymi pokrywami kapiteli nad Baumschulenstraße przy dworcu Baumschulenweg. Te pięć kolumn Hartunga znajduje się po południowej stronie wiaduktu, szóstą kolumnę wymieniono. Sześć słupów po północnej stronie wymieniono jeszcze w latach 20. lub 30. na nitowane konstrukcje z profili walcowanych.
- jeden wiadukt z czterema słupami nad Hartriegelstraße w ciągu kolei bocznej Schöneweide–Spindlersfeld

Wiadukty koło dworca Baumschulenweg i nad Hartriegelstraße to ostatnie używane jeszcze wiadukty tego typu. Obecna renowacja Kolei Zgorzeleckiej obejmie wymianę wiaduktu, jednak słupy mają zostać zachowane w innej funkcji.
Z kolumn Hartunga modelu I nie zachował się ani jeden egzemplarz.

#### Słupy zachowane w innej funkcji
Od końca XX w. zdemontowane kolumny Hartunga używane są w Berlinie często do innych celów, np. jako dekoracje budynków bez funkcji konstrukcyjnej:
- Od końca lat 80. dwie kolumny Hartunga zdobią wejście do greckiej restauracji z ogródkiem piwnym przy Perelsplatz, róg Handjerystraße we Friedenau. Kolumny są kompletne, z pokrywami kapiteli.
- W tym samym czasie ustawiono dwie kolumny Hartunga obok wejścia budynku Pohlstraße 51 w dzielnicy Tiergarten.
- W roku 2006 zbudowano w Victoriastadt w dzielnicy Friedenau, w pobliżu Nöldnerplatz z dwunastu kolumn Hartunga kolumnadę jako swoisty pomnik tego elementu konstrukcyjnego. Ponieważ brakowało żeliwnych pokryw kapiteli, zastąpiono je prostymi osłonami z blachy.

### Inne typy kolumn w Berlinie

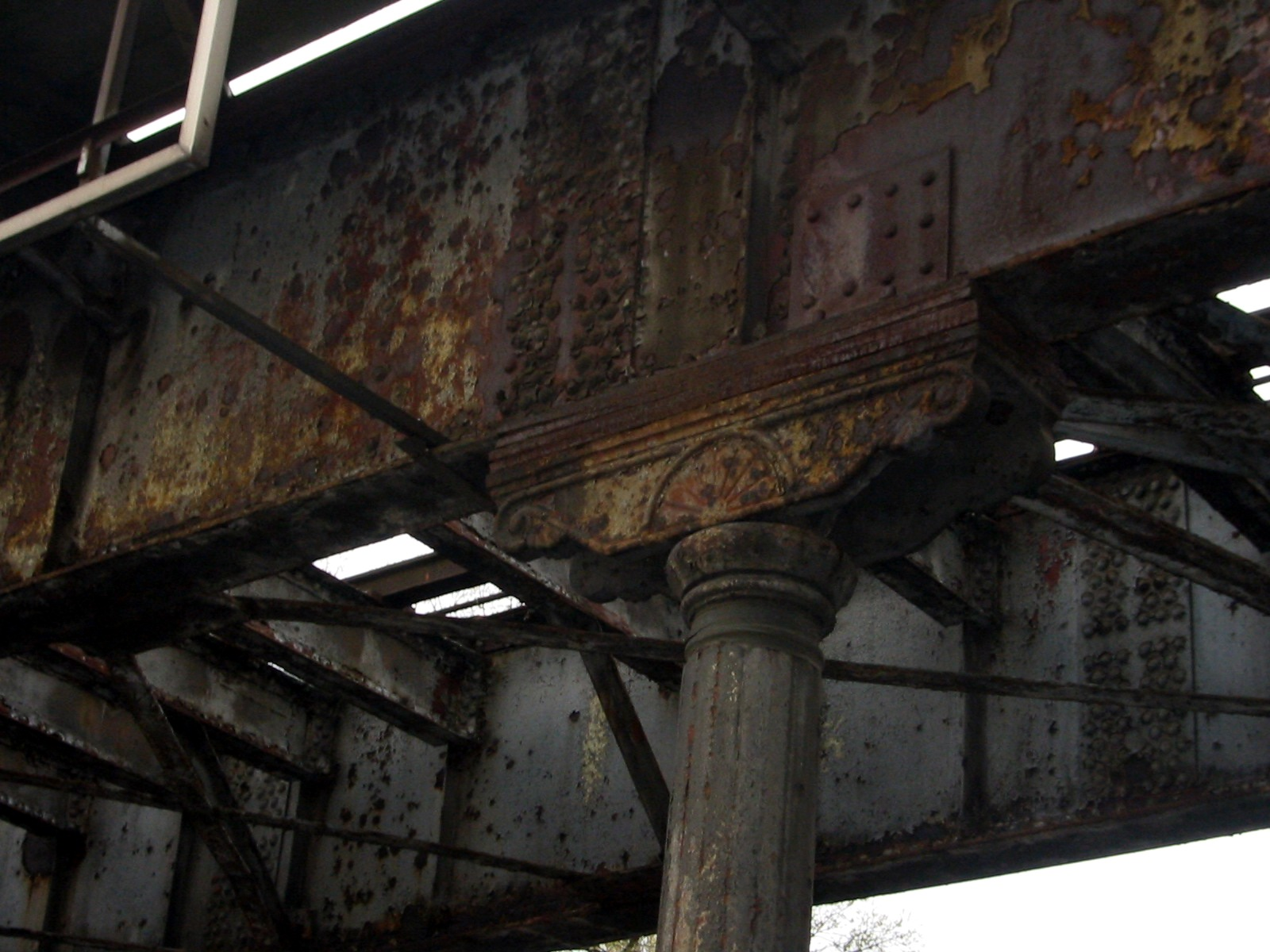
Starszy typ słupa na wiadukcie Kolei Drezdeńskiej w ciągu Yorckbrücken

Oprócz kolumn Hartunga typu II istnieją w Berlinie jeszcze inne typy żeliwnych słupów wiaduktów:
- W ciągu Yorckbrücken zachował się wiadukt Kolei Drezdeńskiej z roku 1875 (obok Bautzener Straße), obecnie nie używany
- Wiadukty linii towarowej Wannseebahn nad Rubensstraße z roku 1891 spoczywają na żeliwnych słupach bez wolut i kanelur
- Wiadukty Wannseebahn i Kolei Berlin-Poczdam koło dworca Yorckstraße (Großgörschenstraße) zbudowane są na kolumnach Hartwicha. Jedynie wiadukty S-Bahn otrzymały w latach 80. XX wieku nowe spawane słupy skrzynkowe.

### Wrocław

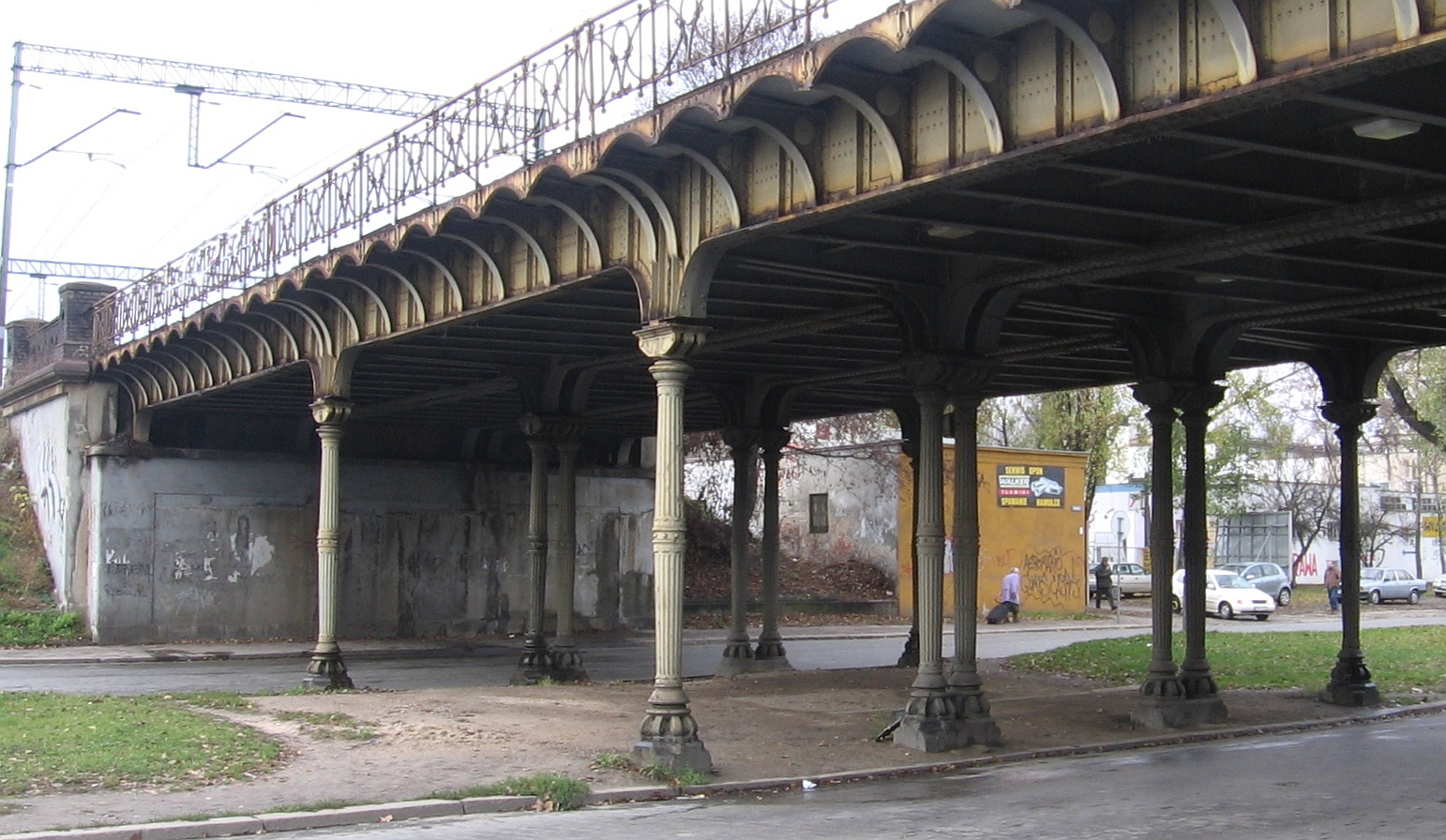
Wiadukt nad ul. Zaporoską we Wrocławiu przed remontem w latach 2009–2010

We Wrocławiu do przełomu roku 2009 i 2010 zachowały się kolumny wiaduktów w ciągu estakady kolejowej:
- ulica Zaporoska (dawniej Hohenzollernstraße)[c]
- plac Rozjezdny (dawniej Luisen Platz)
- ulica Wincentego Stysia (dawniej Gabitzstraße)[d]
- ulica Tadeusza Zielińskiego (dawniej Höfchenstraße).

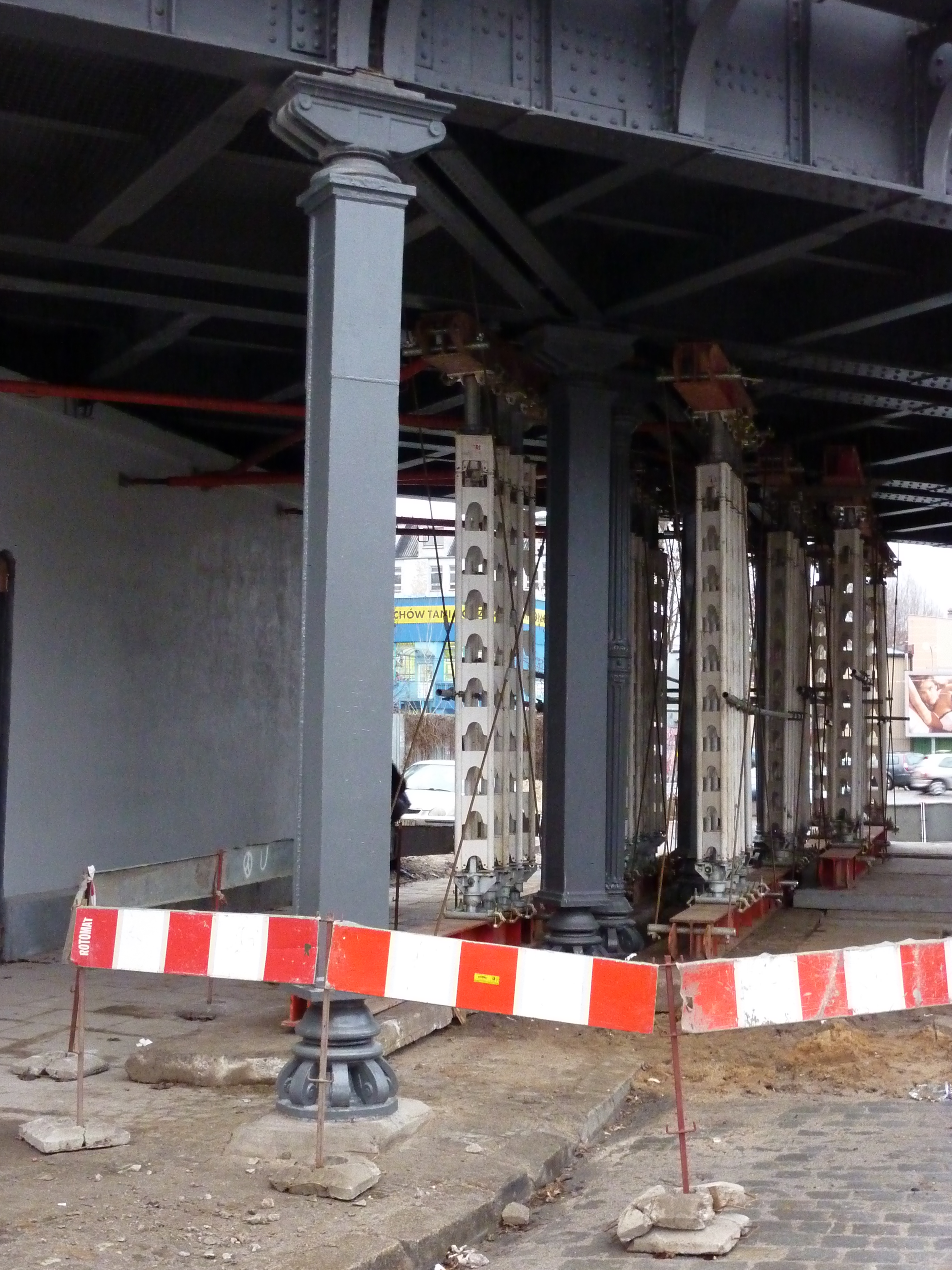
Remont wiaduktu nad ul. Stysia

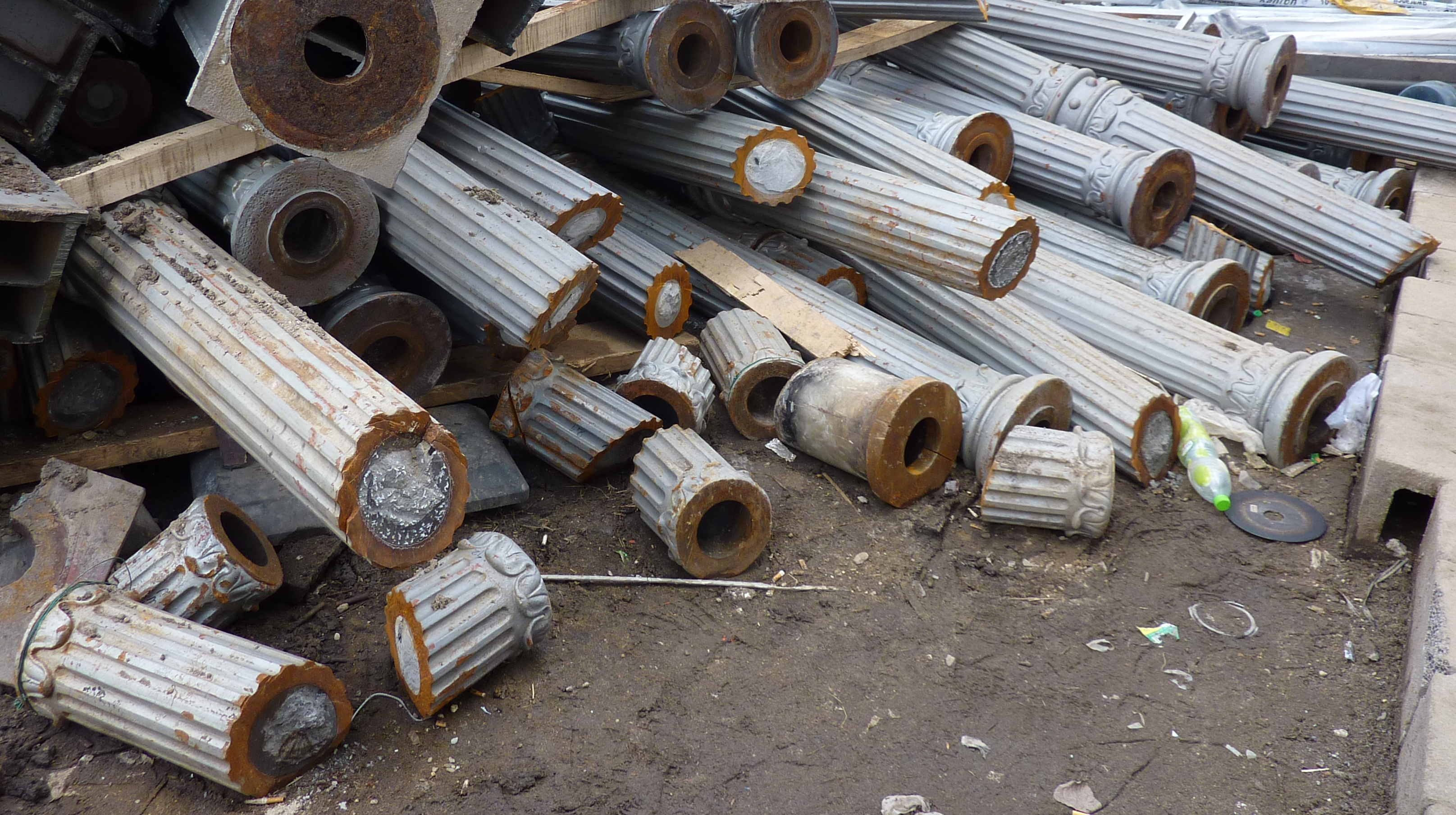
Zdemontowane we Wrocławiu w lutym 2010 żeliwne kolumny

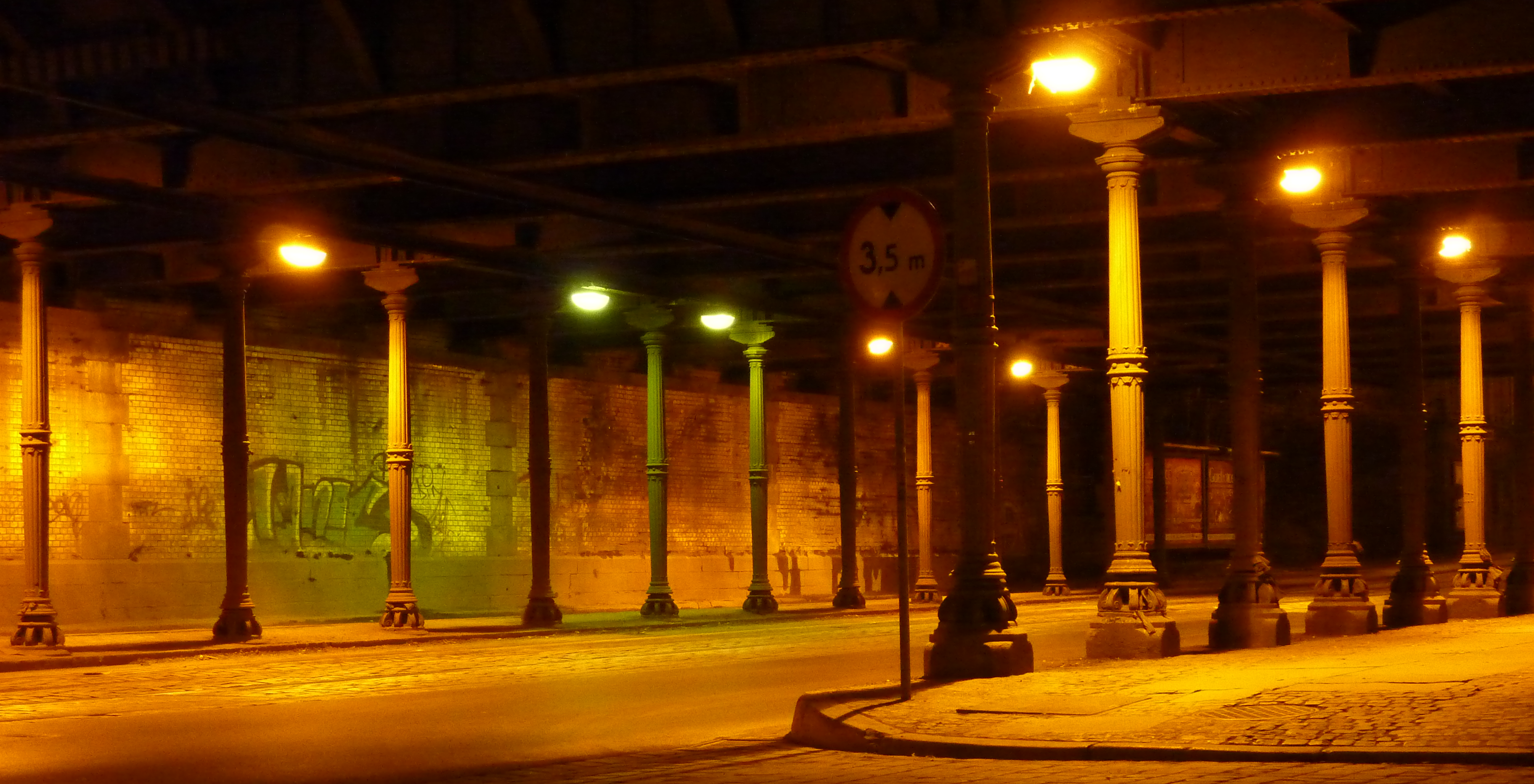
Wiadukt nad ul. Stawową

Prawdopodobnie nieprawidłowo zrealizowany w 2009 roku remont tych czterech wrocławskich wiaduktów, w których zastosowane były żeliwne kolumny spowodował, że w grudniu 2009 podpory te uległy uszkodzeniu, co spowodowało znaczne perturbacje w ruchu pociągów we Wrocławiu. Wszystkie oryginalne żeliwne kolumny tych wiaduktów ostatecznie zostały zdemontowane w lutym 2010 i zastąpione stalowymi rurami. Konserwator zabytków zalecił, by po zakończeniu wymiany żeliwnych słupów na stalowe rury spowodować, by ich wygląd zewnętrzny zbliżony był do oryginalnego, historycznego.
Inne dwa wiadukty w tej estakadzie: nad ulicą Komandorską (dawniej Neudorfstraße), podobnie jak w ciągu ulic Powstańców Śląskich i Świdnickiej zastąpiono w latach 70. XX wieku nowymi, jednoprzęsłowymi, a kolumny Hartunga tam zainstalowane zostały już wówczas zlikwidowane.
Jedyne dwa wiadukty we Wrocławiu, które w 2010 nadal podparte były oryginalnymi żeliwnymi kolumnami, znajdują się:
- nad ulicą Pułaskiego (dawniej Brüderstraße)
- nad ciągiem ul. Stawowej i Ślężnej (dawniej Lohestraße)[g].